# Thélem assurances
Thélem assurances est une société d'assurance mutuelle française dont le siège social est situé à Chécy, dans le Loiret.
Thélem assurances conçoit, commercialise et gère des produits d'assurance qui permettent d'assurer la famille (santé, accidents de la vie, prévoyance, assurance emprunteur), les biens (habitation, automobile, moto/quad, bâtiments agricoles et professionnels) et la responsabilité (personnelle et professionnelle), en s'appuyant sur 3 réseaux de distribution (agents, courtiers, Internet). Son réseau de distribution physique comprend 300 agences réparties dans 55 départements et 246 courtiers. La société gère plus de 1 million de contrats pour 500 000 sociétaires.

## Histoire
Créée le 9 avril 1820, Thélem assurances est une des plus anciennes entreprises de France. Initialement dénommée « La compagnie d'assurance mutuelle contre l'incendie dans le département du Loiret », le groupe élargit ses domaines d’intervention, change alors de dénomination pour s’appeler l’Orléanaise. Ce nom perdurera plus d’un siècle.
De 1820 à 1983, la société développe progressivement ses activités dans les départements limitrophes du Loiret ainsi qu'en région parisienne.
En 1984, l’Orléanaise intègre La Nantaise et l’Angevine réunies et devient Mutuelles Régionales d’Assurances (MRA).
En 1993, c’est au tour de la société d’assurance mutuelle La Normandie, créée en 1840, de s’unir aux MRA.
En 2000, la MRA fusionne avec les assurances Mutuelles de Seine et Marne.
En 2003, la CGA (Caisse générale d’accidents) cesse son activité.
Une partie importante de son réseau d'agents généraux rejoint la société.
Le 1er novembre 2004, les Assurances mutuelles de l’Indre et MRA fusionnent pour donner naissance à Thélem assurances.
En 2013, Thélem prévoyance est lancée.

## Délégations
Thélem Assurances est constitué de 4 délégations en plus de son siège social : Paris, Châteauroux (Indre), Nantes (Loire-Atlantique) et Boigny-sur-Bionne (Loiret).